# The Fireballs
The Fireballs var en amerikansk instrumental musikgrupp (rockmusik) bildad 1957 i Raton, New Mexico.
Gruppen var kring decennieskiftet 1960 ganska populär och hade ett par hits med bl. a. Bulldog (1960) och Quite A Party (1961). 
Sångaren Jimmy Gilmer anslöt till gruppen 1963 och man döpte om sig till Jimmy Gilmer and the Fireballs. I den uppsättningen fick gruppen en stor hit med låten Sugar Shack och även en mindre hit med Daisy Petal Pickin'. Efter det fick gruppen ingen mer hit förrän 1968 då Bottle of Wine släpptes. Den låten är antagligen deras mest kända i Sverige, då den låg på Tio i topp under elva veckor våren 1968, som högst på en femteplats.

## Medlemmar
- George Tomsco - sologitarr
- Chuck Tharp - sång, gitarr
- Stan Lark - elbas
- Eric Budd - trummor
- Dan Trammell - rytmgitarr
- Doug Roberts - trummor
- Jimmy Gilmer - sång, piano

## Diskografi (urval)
Album
- 1960 - The Fireballs
- 1960 - Vaquero
- 1961 - Here Are the Fireballs
- 1963 - Sugar Shack (som Jimmy Gilmer and the Fireballs)
- 1963 - Torquay
- 1966 - Campusology
- 1968 - Firewater! (som Jimmy Gilmer and the Fireballs)
- 1968 - Bottle of Wine
- 1969 - Come On, React!

Singlar (topp 50 på Billboard Hot 100)
- 1959 - Torquay (#39)
- 1959 - Bulldog (#24)
- 1961 - Quite a Party (#27)
- 1963 - Sugar Shack (#1) (som Jimmy Gilmer and the Fireballs)
- 1963 - Daisy Petal Pickin' (#15) (som Jimmy Gilmer and the Fireballs)
- 1967 - Bottle of Wine (#9)